# Harrisia hahniana
Harrisia hahniana là một loài thực vật có hoa trong họ Cactaceae. Loài này được (Backeb.) Kimnach & Hutchison ex Kimnach mô tả khoa học đầu tiên năm 1987.